# امیل واربورگ
 امیل واربورگ (انگلیسی: Emil Warburg؛ زاده ۹ مارس ۱۸۴۶ درگذشته ۲۸ ژوئیهٔ ۱۹۳۱) یک فیزیک‌دان اهل آلمان بود.